# Albert Regnard
Pour les articles homonymes, voir Regnard (homonymie).
Albert Regnard, né le 20 mars 1836 à La Charité-sur-Loire (Nièvre) et mort le 27 septembre 1903 à Paris, est un médecin, journaliste, écrivain et homme politique français.
Chef de file du mouvement de la "Libre-pensée" et leader des étudiants blanquistes sous le Second Empire, il rejoint la Commune de Paris comme secrétaire général de la préfecture de police. Sous la Troisième République, il soutiens Léon Gambetta et rentre dans l'administration publique en devenant inspecteur général de l’assistance publique puis membre du "Conseil supérieur des prisons" tout en continuant à militer activement pour le socialisme et l'athéisme au sein de la Revue socialiste fondée par son ami Benoît Malon.

## Biographie

### Enfance et éducation
Après une enfance auprès de ses parents, son père étant un greffier de justice de paix aux revenus modestes, il fait ses études au collège de Nevers puis au Lycée Charlemagne. Il devient ensuite étudiant en médecine puis passe le concours de l'Internat des hôpitaux de Paris. Il remporte à cette époque, en 1864, après une année à la Salpêtrière, le Prix Esquirol offert par la Société médico-psychologique au meilleur travail sur les maladies mentales. C'est aussi à cette période que, avec certains de ses camarades, Regnard se met à militer activement contre l'Empire, principalement au Quartier latin (Paris) où l'agitation étudiante est importante.

### La Libre-Pensée et le Blanquisme sous le Second Empire
À la suite de sa traduction du livre du philosophe Ludwig Büchner, Force et Matière, on l'envoie comme représentant du courant matérialiste scientifique au premier congrès international des étudiants de Liège, le 1er novembre 1865. Durant cette réunion, le pape est dénoncé très vivement et on promeut la nécessité de l'athéisme comme seul base de toutes améliorations sociales. Par la suite, le congrès est dénoncé par l'Empire et les juridictions universitaires sont sommées d'expulser sept étudiants (Germain Casse, Victor Jaclard, ect.). Regnard est sévèrement touché puisqu'on lui interdit l'entrée de tous les hospices de Paris et on l'expulse de l'Hôpital de la Charité où il travaillait.

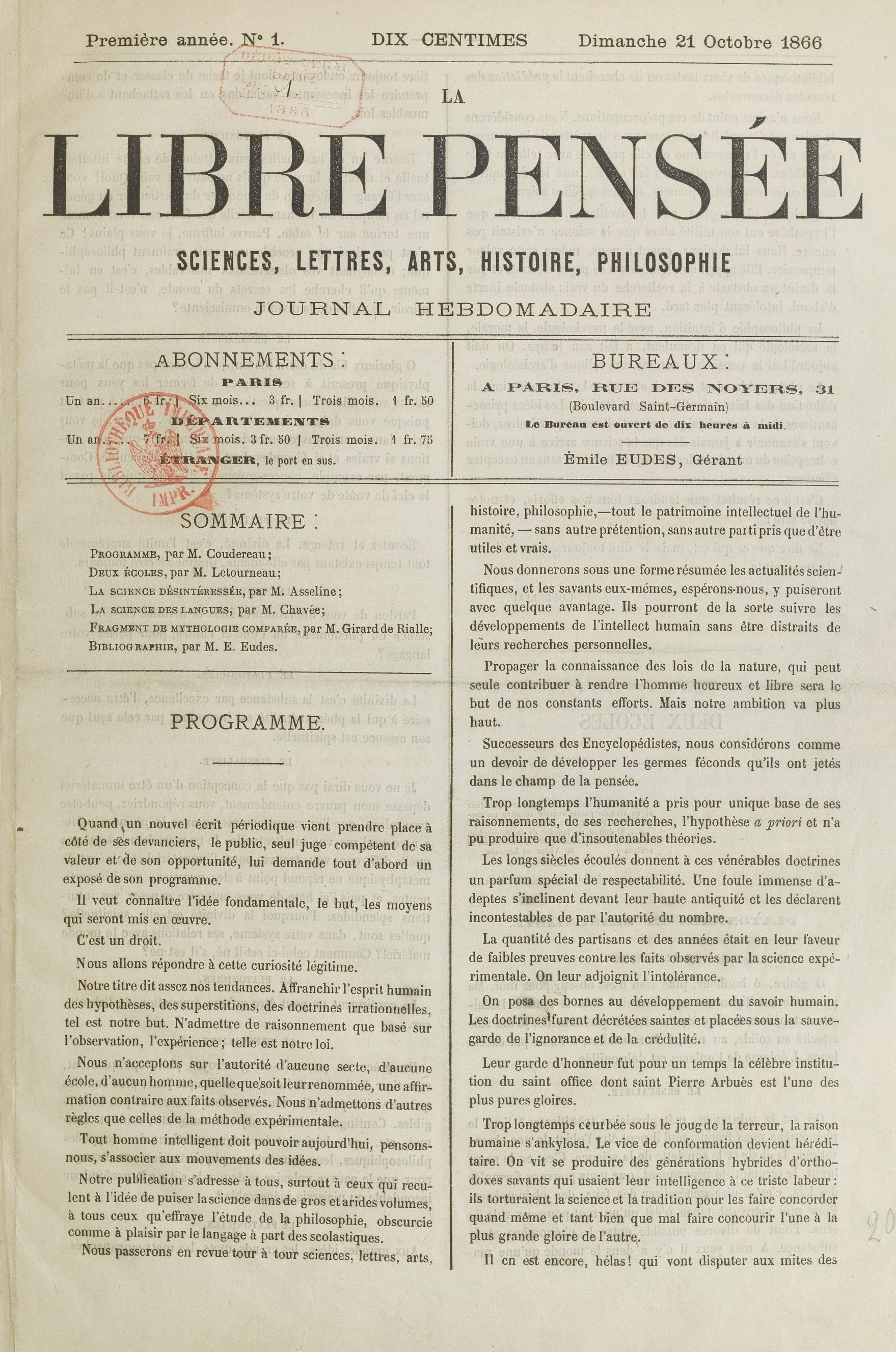
1er numéro du journal "La Libre Pensée" paru le 21 octobre 1866.

Pour subvenir à ses besoins et continuer son activité, il ouvre chez lui des cours particuliers préparatoires aux examens de médecine et fonde en 1866, avec l'aide de Georges Clemenceau et Alfred Naquet (Louis Asseline, Louis Hubert Farabeuf, etc.), la Revue encyclopédique. Celle-ci en raison de son opposition au régime se voit fermée par le parquet de Paris au bout du second numéro. La même année, Regnard avec l'aide de Auguste Coudereau et Louis Asseline fonde le journal hebdomadaire La Libre Pensée dont le premier numéro paraît le 21 octrobre 1866 et en devient l'un des principaux collaborateurs en compagnie de Charles Letourneau et André Lefèvre. En 1867, il publie de violents articles contre le christianisme et écope de quatre mois de prisons à Sainte-Pélagie pour outrage à la morale publique et religieuse puis, dans le même temps, par décision de justice, le journal est fermé en février (il est aussitôt remplacé par La Pensée Nouvelle qui sera à son tour fermée). En prison, il retrouve ses camarades blanquistes du congrès de Liège dont Gustave Tridon et Victor Jaclard. Pendant deux mois, il est atteint par une fièvre typhoïde qui met sa vie en danger ainsi que sa femme Caroline qui est aussi atteinte d'une maladie dont elle mourra un an plus tard.

En 1868, Regnard prend part avec les étudiants en médecine à des protestations contre la liberté de l'enseignement réclamé par les jésuites. Cette même année, en raison de son exclusion de l'Académie de médecine, il est contraint d'aller soutenir sa thèse de docteur en médecine Nouvelles recherches sur la congestion cérébrale à Strasbourg. En 1869, il représente la France à l'anti-concile de Naples avec Gustave Tridon et présente au nom de la délégation française un programme visant à l'élimination de la religion catholique par "tous les moyens compatibles avec la justice en comprenant au nombre de ces moyens la force révolutionnaire, qui n'est que l'application à la société du droit de légitime défense." Une fois rentré en France, il est acclamé à Lyon par les étudiants libre-penseur à l'occasion de plusieurs réunions.

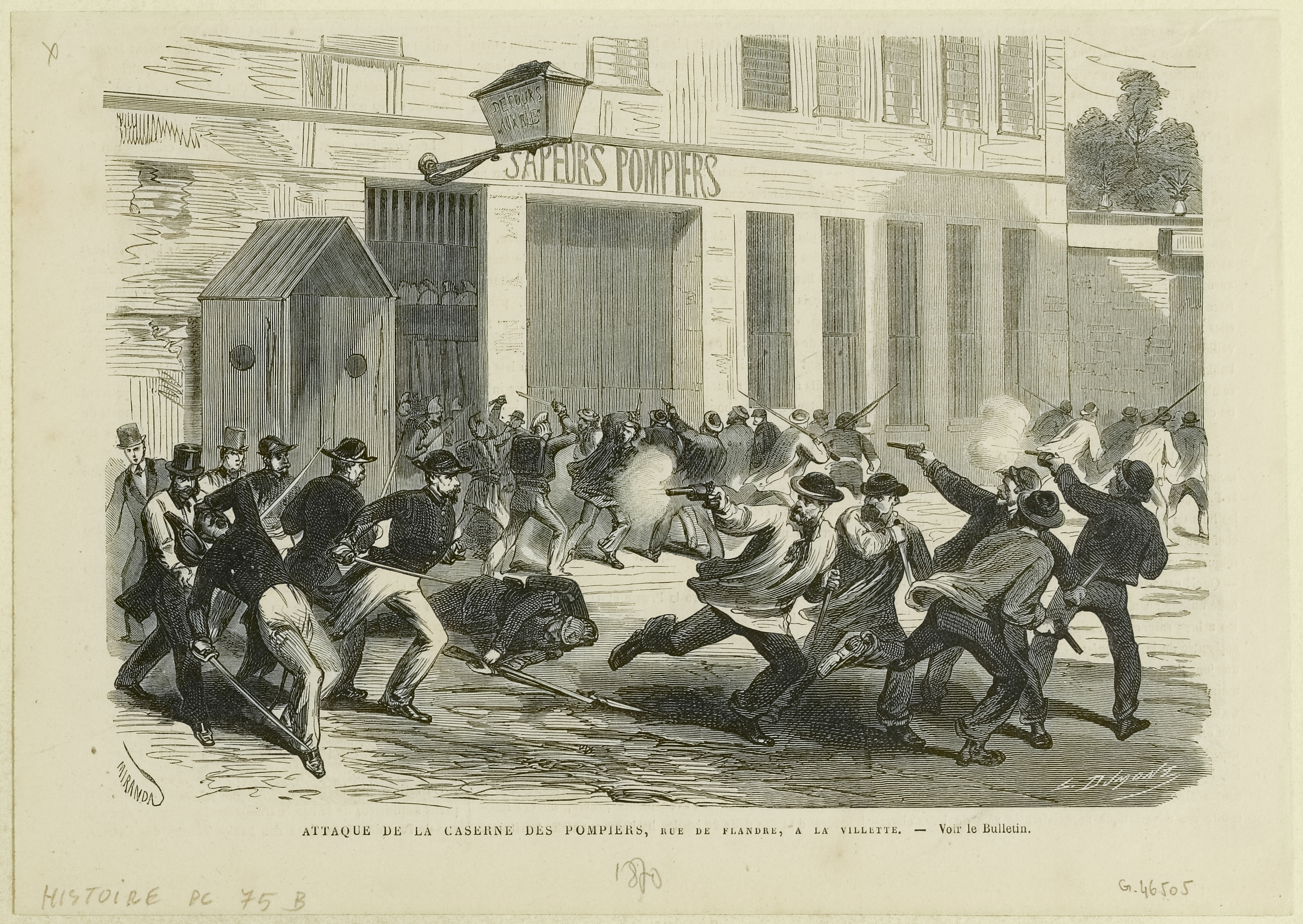
Attaque de la caserne des pompiers de la Villette par les Blanquistes en 1870.

Aussi, dans le courant de l'année, on le présente à Auguste Blanqui et un projet de journal nommé La Renaissance est ébauché avec Arthur Ranc et Gustave Tridon  mais ne verra jamais le jour. Au même moment, le 14 août 1870, des blanquistes dont Émile Eudes, Ernest Granger et Gabriel Brideau, les principaux lieutenants de Blanqui, souhaitent faire un coup de force en attaquant la caserne des pompiers de la Villette pour dérober des armes à feu afin de déclencher une insurrection générale dans la capitale. L'attaque échoue et les assaillants sont condamnés. Regnard, avec Jules Vallès, va alors mener une campagne dans tout Paris pour demander leur grâce. La campagne est un succès et les blanquistes retrouvent la liberté dès le 4 septembre.

### La Commune de Paris
En 1871, il participe à la Commune de Paris et est affecté comme chirurgien major dans le 134e bataillon de la garde nationale. Il écrit durant l'insurrection dans des journaux comme L'Affranchi puis à La Nouvelle République dirigés par Paschal Grousset qu'il remplace comme rédacteur en chef à partir du 15 avril. Il écrit aussi dans le journal de Auguste Blanqui La Patrie en danger, dont les bureaux sont d'abord installés chez lui, rue des Écoles. Lors des élections du 8 février 1871, il obtient 63.000 suffrages mais n'est pas élu et très malade, il n'a la force que d'aller à quelques réunions. Regnard en plus de son activité journalistique est aussi membre d'une commission médicale comprenant notamment le médecin Léonce Levraud et de la Commission musicale et des théâtre. Le 21 mai, il accepte le poste de secrétaire général de la préfecture de police au sein de laquelle il travaille avec Raoul Rigault, Gaston Da Costa et Alfred Breuillé.
Lors de la Semaine sanglante, il se procure un passeport et se réfugie à Londres. Condamné à mort par contumace, il vit dix ans en Angleterre en donnant des cours de français et en exerçant la médecine. Nommé plus tard examinateur adjoint à l'Université de Londres, il devient, en 1873, le correspondant politique et littéraire de la revue russe Le Viestnik Europi (Le Messager de l'Europe) dans lequel Émile Zola écrit lui aussi. Refusant l'autorité de Émile Eudes, il décide de faire cavalier seul et de se départir, comme Edmond Levraud, de l'émigration blanquiste londonienne.

### Après l'amnistie

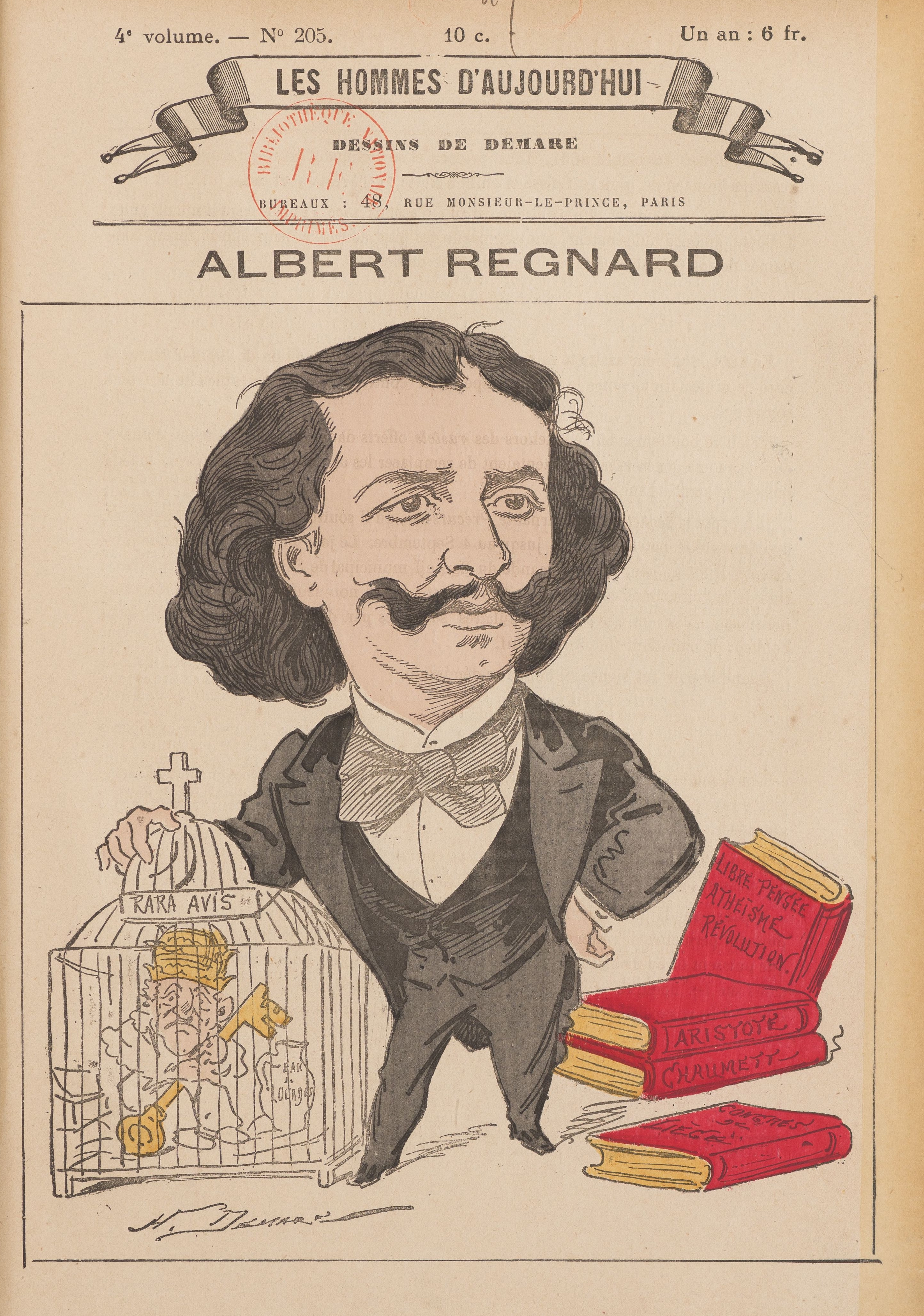
Caricature d'Albert Regnard par Henri Demare en 1885 dans la revue Les Hommes d'aujourd'hui, n°205

Amnistié en 1879, Regnard ne rentre en France qu'à la fin de 1880. Il continue son activité d'écrivain et de journaliste en collaborant à L'Indépendant de Alfred Naquet et en créant, en 1881, le journal hebdomadaire La Révolution (qui ne comptera que trois numéros). La même année, il se présente aux élections dans le 14e arrondissement de Paris mais n'arrive pas à se faire élire. Dans une déclaration à ses électeurs, il écrira que, selon lui, "l'ère des révoltes sanglantes est close et qu'il est maintenant du devoir de tous de travailler en paix à la consolidation et au perfectionnement de l'État républicain constitué par le libre vote de la France régénérée". Fermement opposé à la revanche contre l'Allemagne, il soutiens Léon Gambetta et à la même époque, il devient inspecteur général des services administratifs du Ministère de l'intérieur en 1883 puis membre du Conseil supérieur des prisons (section des établissements de bienfaisance) et s'installe au 68 boulevard Saint-Marcel (Paris).

### La Revue socialiste
Aussi, Regnard devient un collaborateur régulier et très apprécié de la prestigieuse Revue socialiste, carrefour intellectuel fondée en 1885 par le socialiste et ancien communard Benoît Malon. Il publie notamment, sous l'égide de Gustave Tridon et de son livre "Le Molochisme Juif", une série d'articles violemment antisémites et athées, intitulés "Aryens et Sémites: Le bilan du judaïsme et du christianisme". Il énonce ses motivations dans le premier article: 

"Voilà bien longtemps que je porte dans ma tête l'idée et le plan de ce livre où vont être établis définitivement, sur les bases inébranlables de la démonstration scientifique, l'actif de nos congénères Aryens et le passif de nos éternels ennemis, les Sémites : le moment est venu de provoquer par l’examen de leur bilan, la banqueroute du Judaïsme et du Christianisme, auxquels nous devons, outre l’abrutissement religieux, l’effroyable développement du régime capitaliste." 

Il souhaite également démontrer scientifiquement "la réalité et l’excellence de la race Aryenne, de cette famille unique à laquelle l’humanité doit les merveilles du siècle de Périclès, la Renaissance et la Révolution ». En 1890, il est pris dans une violente polémique avec Gustave Rouanet, collaborateur lui aussi à La Revue socialiste, mais rejetant l'antisémitisme de ce dernier (Rouanet ayant par le passé été antisémite au même titre). Dans une lettre adressée à Benoît Malon, Regnard affirme vouloir démissionner de la rédaction car se sentant "renié" mais explique aussi "ne pas vouloir rentrer dans le débat avec le citoyen Rouanet", tout en réaffirmant aussitôt ses conceptions: 
"Je nie que le Socialisme poursuive "l’Égalité des races" comme le veut notre collaborateur. Le Socialisme poursuit la solution de la Question Sociale, qui n’a rien de commun avec le problème insoluble, selon moi, du Canaque et du Parisien. J’ajoute que même en adoptant l’idée de la lutte des races, le Socialisme se place encore au vrai point de vue en défendant une race supérieure par ses qualités intellectuelles et morales, contre les empiétements d’une autre race, la juive, qui, déplorablement inférieure à cet égard, est en train de nous imposer sa domination, en raison même de la seule qualité qu’on ne puisse lui refuser : la volonté ferme et persistante d’accaparer à nos dépens, tous les biens de la terre. Le Juif est vis-à-vis de l'Aryen, comme le capitaliste vis-à-vis du prolétaire et, dans une bonne mesure, le capitalisme est une création sémitique." 
Par la suite, il se résigne à démissionner et annonce continuer une collaboration qui finalement n'aura pas lieu puisque Malon meurt en 1893 et que Georges Renard, son successeur, refuse progressivement l'antisémitisme au sein de la Revue. La même année (1893), Regnard est radié de la loge maçonnique "La Renaissance" à laquelle il avait été initié en 1866.
Toujours actif, il participe, du 15 au 20 septembre 1889, au Congrès Universel des Libres Penseurs où il prononce un discours intitulé De l'évolution distincte du Polythéisme et du Monothéisme. Dans celui-ci, il explique que "le Monothéisme est la religion propre de la race sémitique" et que celui-ci est "incompatible avec la science, aussi bien qu'avec l'esthétique" et qu'il "anéantit la raison et la liberté, et aboutit nécessairement à la conception de l'enfer et de l'inquisition." Il constate ainsi que "le Monothéisme, en substituant chez les Aryens au Polythéisme, a fait subir à l'esprit humain un effroyable rétrogradation." Quelques années plus tard, en 1891, il assiste avec le Paul Argyriadès, au deuxième congrès de la Deuxième Internationale se tenant à Bruxelles entre le 16 et le 23 août. Lors du congrès, le délégué Américain Abraham Cahan propose une motion visant à condamner l'antisémitisme dans le mouvement socialiste. Cependant, les congressistes refusent car ne jugeant pas cette proposition "nécessaire" et Regnard accompagné de Argyriadès prennent l'initiative d'ajouter, en fin du texte, une condamnation des "excitations antisémitiques et philosémitiques" ainsi qu'une dénonciation "du mal que font les juifs riches" (Regnard n'appelant cependant pas à persécuter les juifs pauvres selon le texte).
Veuf, il se remarie le 28 février 1900 avec Françoise Weinmann, à la mairie du 5e arrondissement de Paris, et meurt en 1903. Il est inhumé au cimetière Montparnasse.

## Œuvres
- Essai d'histoire et de critique scientifiques à propos des conférences de la Faculté de médecine, éditeur non connu, 1865
- Nouvelles recherches sur la congestion cérébrale, éditeur non connu, 1868
- Funérailles de Madame A. Regnard née Caroline Delcher, morte le 23 janvier 1868, éditeur non connu, 1869, (en collaboration avec Célestin de Blignières)
- Les principes de la Révolution et du Socialisme d'après les données de la politique scientifique, éditeur non connu, 1875
- Études de politique scientifique. La Révolution sociale, ses origines, son développement et son but, éditeur non connu, 1876
- L'Athéisme, éditeur non connu, 1878
- Histoire de l'Angleterre depuis 1815 jusqu'à nos jours, éditions. Librairie Germer Baillière&Cie, 1880
- Histoire de l'Angleterre contemporaine, éditions Alcan, 1882
- L'État: études de politique scientifique, éditions Derveaux, 1885
- De la mortalité dans les hôpitaux de province et de la nécessité d'une réforme radicale de l'assistance publique, éditions  A. Delahaye et E. Lecrosnier, Paris, 1886
- Chaumette et la Commune de 93: contribution à l'histoire de l'hébertisme éditions. Librairie de la revue socialiste, 1889
- Du Droit à l'assistance ou dans quelle mesure l'assistance publique doit-elle être obligatoire, éditeur non connu, 1889
- De l'évolution distincte du Polythéisme et du Monothéisme (Mémoire rendu au Congrès universel des libres penseurs se tenant à Paris du 15 au 20 septembre 1889), Paris, 1889
- Aryens et Sémites. Le bilan du judaïsme et du christianisme, éditions Dentu, Paris, 1890
- Le calendrier de l'ère révolutionnaire et sociale, avec les noms des héros de l'humanité disposés d'une façon systématique; suivi de la Bibliothèque matérialiste et socialiste, chez l'auteur, Paris, 1892
- La renaissance du drame lyrique, 1600-1876: essai de dramaturgie musicale, éditeur non connu, Fischbacher, 1895
- De la suppression des délits de vagabondage et de mendicité : études de politique scientifique, éditions Larose, 1898
- Génie et folie : réfutation d'un paradoxe, éditions Doin, Paris, 1899
- Contribution à l'Histoire de l'enseignement des sourds-muets, éditions de la Librairie de la société du recueil Gal des lois et des arrêts (Paris), 1902

Il a également écrit une série d'articles de philosophie politique et sociale :
- « Du respect dû à l'État et aux lois »,
- « De la Force révolutionnaire »,
- « Du rôle de la Commune de Paris ».

Toujours dans La Patrie en danger, dont il est un des principaux rédacteurs, il écrit de nombreux articles dont des Lettres à Blanqui :
- I. Coup d'œil en arrière (25 octobre 1870)
- II. La décadence (2 novembre 1870)

Dans La Libre pensée, il est l'auteur d'un feuilleton intitulé De Paris à Naples : Voyage d'un Libre Penseur, paru entre le 28 mai 1870 et le 25 juin 1870, racontant son voyage jusqu'en Italie pour assister à l'anti-concile de Naples, mais inachevé en raison de la fermeture du journal. 

## Sources
- Zeev Sternhell, La Droite révolutionnaire : 1885-1914, les origines françaises du fascisme. Première édition : éditions du Seuil, coll. « L'Univers historique », Paris, 1978, 441 p.,  (ISBN 2-02-004844-2). Réédition, augmentée d'un essai inédit : éditions Fayard, Paris, 2000, 436 p.,  (ISBN 2-213-60581-5).